# Rosie the Riveter

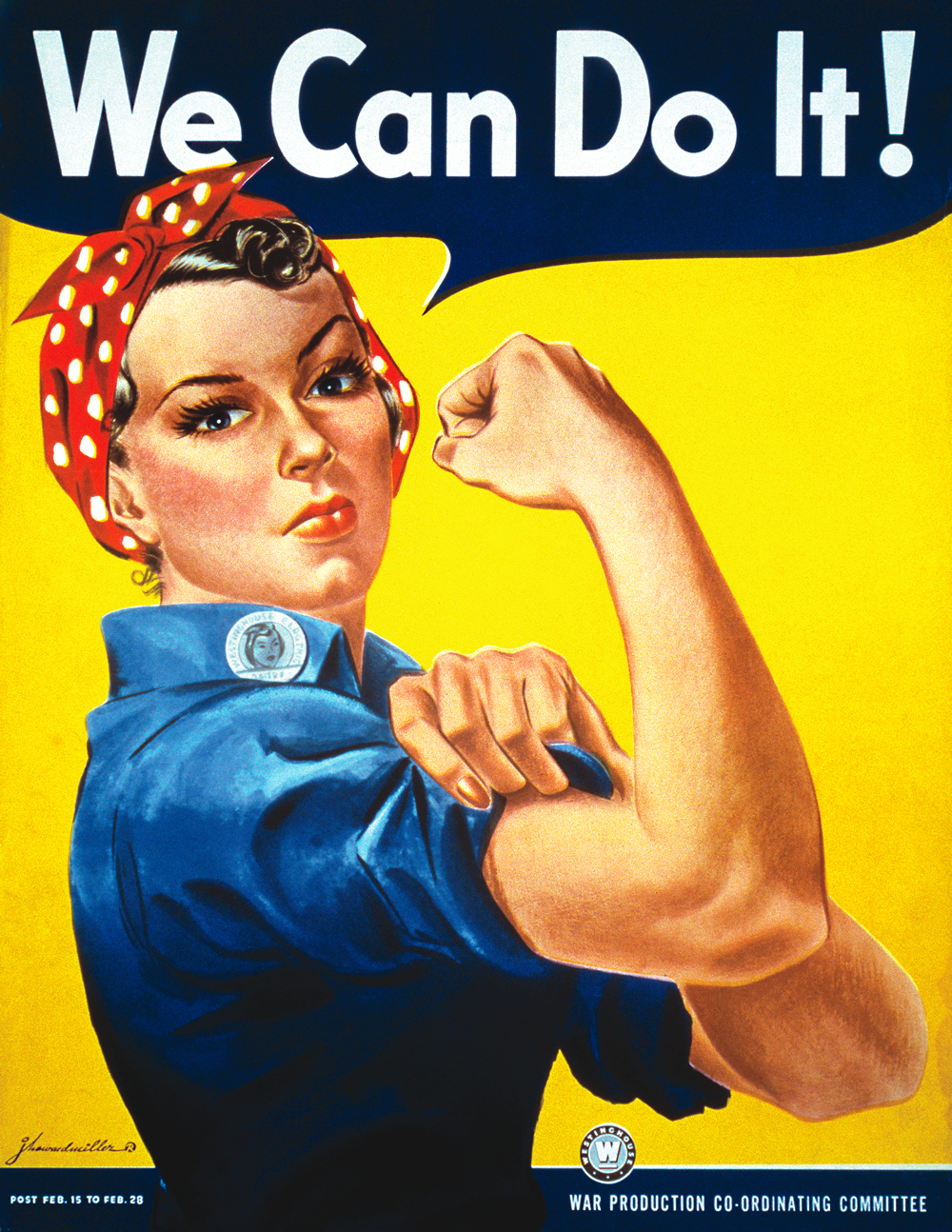
Affischen "We Can Do It!" från Westinghouse Electric som fick representera Rosie the Riveter.

Rosie the Riveter (fritt översatt: "nitaren Rosie") var en fiktiv kulturell ikon inom krigsindustrin i USA under andra världskriget. Rosie användes som propaganda för att uppmuntra kvinnor att arbeta i krigsindustrin. 
Den kända affischen "We Can Do It!" blev under 1980-talet och senare en modern symbol för kvinnornas egenmakt, då också feminismen. Sedan dess återupptäckt på 1980-talet har denna affisch i många sammanhang blivit en symbol för kulturikonen Rosie the Riveter, även om själva affischen enbart användes under Februari månad 1943 som intern propaganda på Westinghouse Electrical och aldrig var vida känd under andra världskriget. Rosie the Riveter som kulturikon tog mer definierad form 1942 när en sång med samma namn skriven av Redd Evans and John Jacob Loeb började spelas på amerikansk radio.